# Stazione di Spadafora-San Martino
La stazione di Spadafora-San Martino era una fermata ferroviaria posta lungo la linea Palermo-Messina che fino al 2009 serviva Spadafora e la sua frazione di San Martino.

## Storia
La fermata entrò in servizio alcuni anni dopo l'attivazione della linea, continuò il suo esercizio fino alla sua chiusura avvenuta il 31 luglio 2009 a seguito della variante tra Rometta Messinese e Pace del Mela e sostituita dalla nuova.

## Strutture e impianti
La fermata disponeva di un fabbricato viaggiatori e dal solo binario di circolazione.